# Elaeagnus xichouensis
Elaeagnus xichouensis — вид квіткових рослин з родини маслинкових (Elaeagnaceae). Поширення: Китай (Юньнань). Населяє гірські ліси; на висотах 1400–1900 метрів.

## Біоморфологічна характеристика
Це вічнозелений прямовисний або плетистий кущ. Колючки відсутні; гілки міцні, розходяться приблизно під кутом 90°, густо-коричневі лускаті; молоді гілки з густими жовтувато-сірими лусками. Ніжка листка коричнева, 6–12 мм; листова пластинка еліптична або яйцеподібна, 6–12 × 4.5–5 см, бічні жилки 6 або 7 з кожного боку середньої жилки, знизу непомітні, зверху підняті, основа округла або клиноподібна, край хвилястий або цільний, верхівка округла або тупо гостра. Квітки зібрані в кластери по 2–4 вздовж пазух листків або на зменшених, часто безлистих, пазушних пагонах. Квітки білуваті, зовні густо сріблясто лускаті. Трубка чашечки трубчаста, 6.5–7 мм; частки овально-трикутні або овально-довгасті, ≈ 3.8 мм, верхівка тупо гостра. Кістянка еліпсоїдна, ≈ 1.5 × 0.75 см, коричнева луската.